# Hopefoldia catherineae
Hopefoldia catherineae är en insektsart som beskrevs av Imré Foldi 1988. Hopefoldia catherineae ingår i släktet Hopefoldia och familjen ullsköldlöss. Inga underarter finns listade i Catalogue of Life.